# بول (فلم)
بول (بالإنجليزية: Paul) هو فيلم خيال علمي تم إنتاجه في المملكة المتحدة والولايات المتحدة وصدر سنة 2011، من بطولة سايمون بيج ونيك فروست وسيث روغن وكريستين ويج.

## القصة
تدور القصة مع اثنان بريطانيين ، تقودهم الصدفة بحادثة غريبة جدا ، حيث يلتقوا في طريقهم بجسم غريب وعن بحثهم داخل الجسم يكتشفوا أن بداخله رجل فضاء ، يأخذهم برحلة مجنونة تغير الكون إلى الابد . وعن معرفة العملاء الفيدراليين بذلك يتم مطاردة الرجلين و الجسم الفضائى ، مما ينتج ارتباط الرجلين بذلك المخلوق الفضائى ، ويعتبراه صديقهم.

## الميزانية والإيرادات
كلف الفيلم 40 مليون دولار وحقق أرباح تقدر بـ 98 مليون دولار.

## روابط خارجية
- مقالات تستعمل روابط فنية بلا صلة مع ويكي بيانات